# Tricampa paradoxa
Tricampa paradoxa är en urinsektsart som beskrevs av Otto Conde och Geeraert 1962. Tricampa paradoxa ingår i släktet Tricampa och familjen Campodeidae. Inga underarter finns listade i Catalogue of Life.